# When They See Us
When They See Us is een Amerikaanse miniserie, die werd uitgebracht op 31 mei 2019 op Netflix.

## Verhaal
De serie volgt het waargebeurde verhaal van de onterechte vervolging van vijf jongens (van wie vier donkere jongens en één Zuid-Amerikaanse jongen) in 1989, voor het verkrachten van een witte vrouw in Central Park in New York, de Central Park Jogger case.

## Rolverdeling
| Acteur                 | Personage                    |
| ---------------------- | ---------------------------- |
| Asante Blackk          | Kevin Richardson             |
| Justin Cunningham      | Kevin Richardson (volwassen) |
| Caleel Harris          | Antron McCray                |
| Jovan Adepo            | Antron McCray (volwassen)    |
| Ethan Herisse          | Yusef Salaam                 |
| Chris Chalk            | Yusef Salaam (volwassen)     |
| Jharrel Jerome         | Korey Wise                   |
| Marquis Rodriguez      | Raymond Santana              |
| Freddy Miyares         | Raymond Santana (volwassen)  |
| Marsha Stephanie Blake | Linda McCray                 |
| Kylie Bunbury          | Angie Richardson             |
| Aunjanue Ellis         | Sharonne Salaam              |
| Vera Farmiga           | Elizabeth Lederer            |
| Felicity Huffman       | Linda Fairstein              |
| John Leguizamo         | Raymond Santana Sr.          |
| Niecy Nash             | Delores Wise                 |
| Michael K. Williams    | Bobby McCray                 |

## Afleveringen
| Afl. | Titel      | Regisseur    | Schrijver                                                                               | Vrijgegeven |
| ---- | ---------- | ------------ | --------------------------------------------------------------------------------------- | ----------- |
| 1    | Part One   | Ava DuVernay | Script: Ava DuVernay, Julian Breece, Robin Swicord Verhaal: Ava DuVernay, Julian Breece | 31 mei 2019 |
| 2    | Part Two   | Ava DuVernay | Script: Ava DuVernay, Julian Breece, Attica Locke Verhaal: Ava DuVernay, Julian Breece  | 31 mei 2019 |
| 3    | Part Three | Ava DuVernay | Script: Ava DuVernay, Robin Swicord Verhaal: Ava DuVernay                               | 31 mei 2019 |
| 4    | Part Four  | Ava DuVernay | Script: Ava DuVernay, Michael Starrbury Verhaal: Ava DuVernay                           | 31 mei 2019 |

## Ontvangst

### Recensies
Op Rotten Tomatoes geeft 95% van de 57 recensenten de serie een positieve recensie, met een gemiddelde score van 8,34/10. Website Metacritic komt tot een score van 87/100, gebaseerd op 23 recensies, wat staat voor "Universal Acclaim" (Universele Toejuiching).
NRC gaf de serie 5 sterren en schreef: "When They See Us is een horrorreeks voor mensen van kleur, die over veel meer gaat dan de veelbesproken en erg gemediatiseerde rechtszaak van de Central Park Five. Het gaat over echte mensen – over de verwoeste en, na vele jaren, herwonnen levens van Antron McCray, Kevin Richardson, Yusef Salaam, Raymond Santana en Korey Wise."

### Prijzen en nominaties
Op 16 juli 2019 werd bekendgemaakt dat When They See Us genomineerd is voor 16 Emmy Awards. Een selectie:
| Jaar | Prijs                     | Categorie                                                    | Genomineerde                    | Resultaat   |
| ---- | ------------------------- | ------------------------------------------------------------ | ------------------------------- | ----------- |
| 2019 | Emmy Award (71ste editie) | Beste mini-televisieserie                                    | When They See Us                | Genomineerd |
| 2019 | Emmy Award (71ste editie) | Beste mannelijke hoofdrol in een miniserie of televisiefilm  | Jharrel Jerome                  | Gewonnen    |
| 2019 | Emmy Award (71ste editie) | Beste vrouwelijke hoofdrol in een miniserie of televisiefilm | Aunjanue Ellis                  | Genomineerd |
| 2019 | Emmy Award (71ste editie) | Beste vrouwelijke hoofdrol in een miniserie of televisiefilm | Niecy Nash                      | Genomineerd |
| 2019 | Emmy Award (71ste editie) | Beste mannelijke bijrol in een miniserie of televisiefilm    | Asante Blackk                   | Genomineerd |
| 2019 | Emmy Award (71ste editie) | Beste mannelijke bijrol in een miniserie of televisiefilm    | John Leguizamo                  | Genomineerd |
| 2019 | Emmy Award (71ste editie) | Beste mannelijke bijrol in een miniserie of televisiefilm    | Michael K. Williams             | Genomineerd |
| 2019 | Emmy Award (71ste editie) | Beste vrouwelijke bijrol in een miniserie of televisiefilm   | Marsha Stephanie Blake          | Genomineerd |
| 2019 | Emmy Award (71ste editie) | Beste vrouwelijke bijrol in een miniserie of televisiefilm   | Vera Farmiga                    | Genomineerd |
| 2019 | Emmy Award (71ste editie) | Beste regie van een miniserie, televisiefilm of special      | Ava DuVernay                    | Genomineerd |
| 2019 | Emmy Award (71ste editie) | Beste scenario van een miniserie, televisiefilm of special   | Ava DuVernay, Michael Starrbury | Genomineerd |

## Invloed
Na het uitkomen van de serie eiste een groep zwarte studenten, verenigd in The Black Law Students Association, het ontslag van Elizabeth Lederer, die inmiddels als hoogleraar werkte op de Columbia Law School in New York. Lederer was de officier van justitie ten tijde van de aanklachten. Op 12 juni 2019 maakte ze bekend op te stappen vanwege de aard van de recente publiciteit als gevolg van de Netflix-serie.
 Wel klaagde ze Netflix aan, omdat de film haars insziens een eenzijdig en onvolledig beeld schetst. Het vijftal was weliswaar niet schuldig aan de bewuste aanranding, maar wel aan allerlei vergrijpen in het park, wat in de serie wordt weggelaten c.q. verzwegen en wat de verdenking verklaarbaar maakt.
Ook openbaar aanklager Linda Fairstein kwam onder vuur te liggen. Na het uitkomen van de serie moest zij meerdere bestuursfuncties neerleggen en liet haar uitgever haar vallen.